# Bogolep (Adamov)
Bogolep (světským jménem: Adamov; † 13. ledna 1726, Velikij Usťug) byl ruský duchovní Ruské pravoslavné církve a biskup velikousťugský a totěmský.

## Život
Narodil se asi v polovině 17. století.
Stal se jeromonachem a pokladníkem monastýru Čudov v Moskvě.
V dubnu 1716 se stal ustavščikem (ceremoniář) Alexandro-Něvské lávry.
Dne 25. ledna 1719 proběhla jeho biskupská chirotonie na biskupa velikousťugského a totěmského. Jako biskup měl na starost obnovu způsobenou požárem v roce 1715. Eparchie trpěla extrémním nedostatkem financí. Opakovaně žádal Synod, aby poskytl finanční pomoc. Během svého úřadu zřídil duchovní školu ve Vologdě.
Roku 1723 byl povolán sloužit do Petrohradu a roku 1724 se zúčastnil korunovace carevny Kateřiny I.
Zemřel 13. ledna 1726.